# Ярдена (мошав)
Ярдена (ивр. ירדנה‎) — мошав в Эмек-ха-Мааянот, недалеко от города Бейт-Шеан и недалеко от израильско-иорданской границы.
Мошав основан в 1952 году иммигрантами из Курдистана из Иерусалима, Рамлы и маабарот в Якнеаме, в рамках движения «От города к деревне». Первоначально более года поселенцы жили в жестяных постройках в Бейт-Йосефе, пока не было завершено строительство домов.
Название «Ярдена» происходит от близости к реке Иордан (Ярден). До Шестидневной войны здесь было тихо, без пограничного забора, и жители приезжали в Иорданию и разговаривали с жителями Иордании. Позднее боевики захватили этот район, и началась война на истощение. Мошав сильно пострадал, домам и имуществу был нанесен серьёзный ущерб, многие получили легкие ранения. Наконец, было построено электрическое пограничное ограждение и установлен пост (Моцав Шуламит), контролирующий этот сектор. Сегодня застава заброшена. В этот период Иеошуа Замир написал свою книгу «Я курд», в которой рассказывается об истории жителей. Сегодня в Джордане проживает около 65 семей.
В 1971 году в рамках правительственной программы по укреплению «поселений сефер» был создан общественный центр (Бейт-Ам), спроектированный архитектором Дэном Эйтаном. На сегодняшний день он заброшен.
Сегодня только 30 % жителей мошава занимаются сельским хозяйством, в основном выращивая овощи на экспорт и пряности.

## Курдская деревня
В 2013 году в зданиях старой начальной школы, действовавшей в 1950-х годах, был создан туристический проект под названием «Опыт курдской деревни в Иордане». Было проведено обучение и открыта комната наследия с экспонатами по истории еврейства Курдистана в целом и Иордании в частности, с упором на знание обычаев, деликатесов, одежды и танцев евреев Курдистана.

## Ссылки

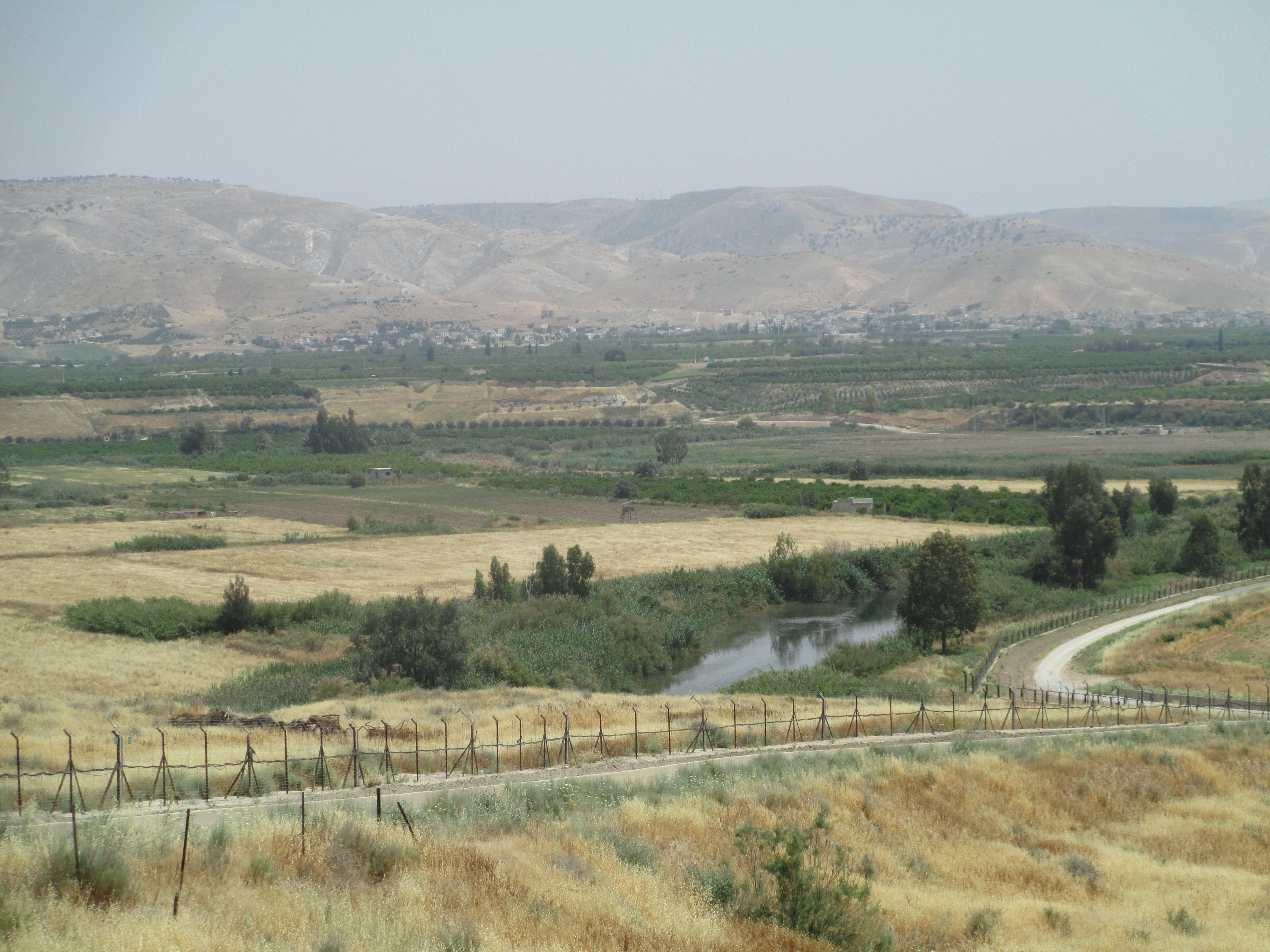
Вид с заставы Суламит в Ярдене на пограничный забор, Гаон Иордан и реку Иордан.
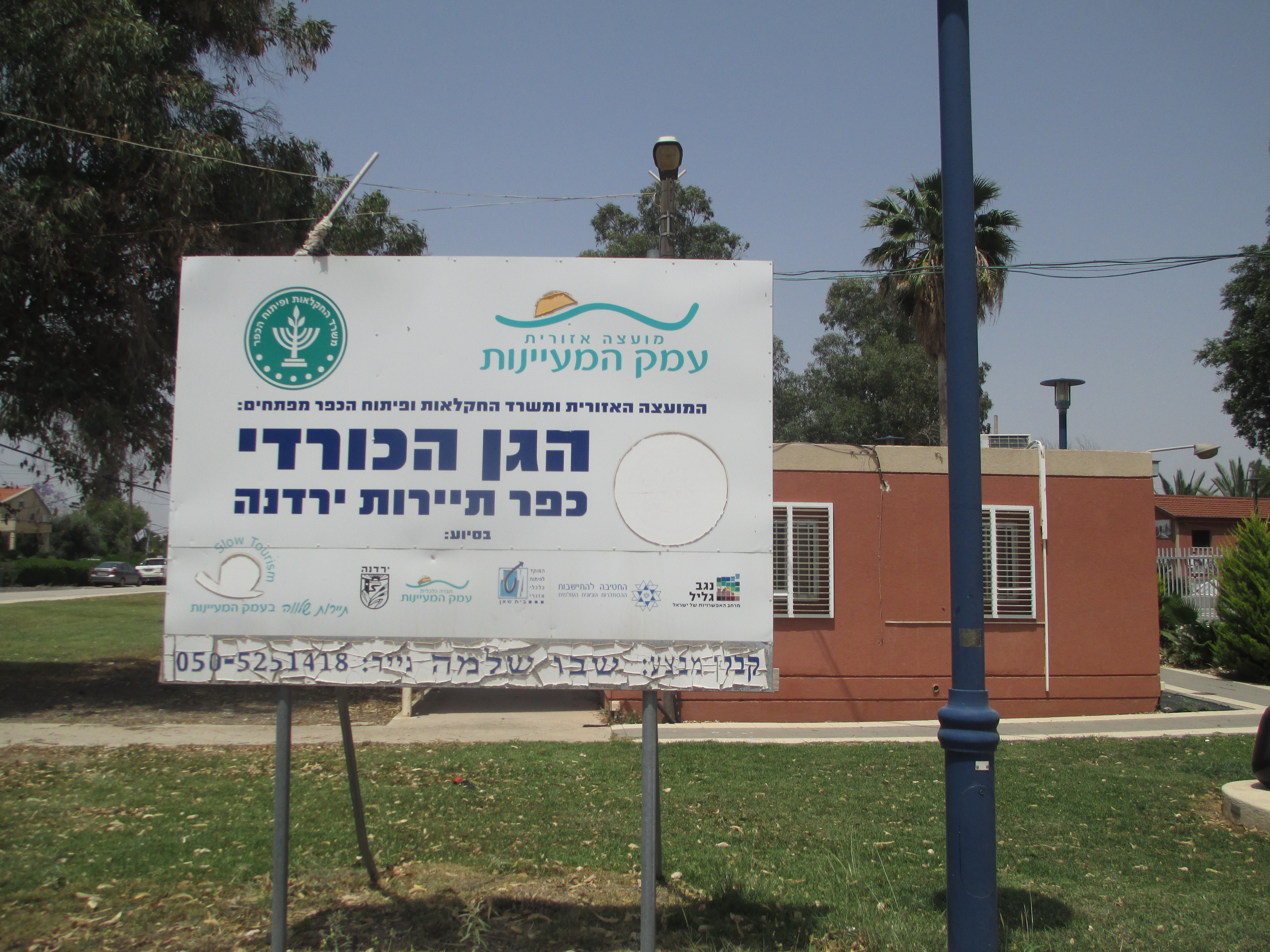
Вывеска у входа в курдскую деревню в Ярдене
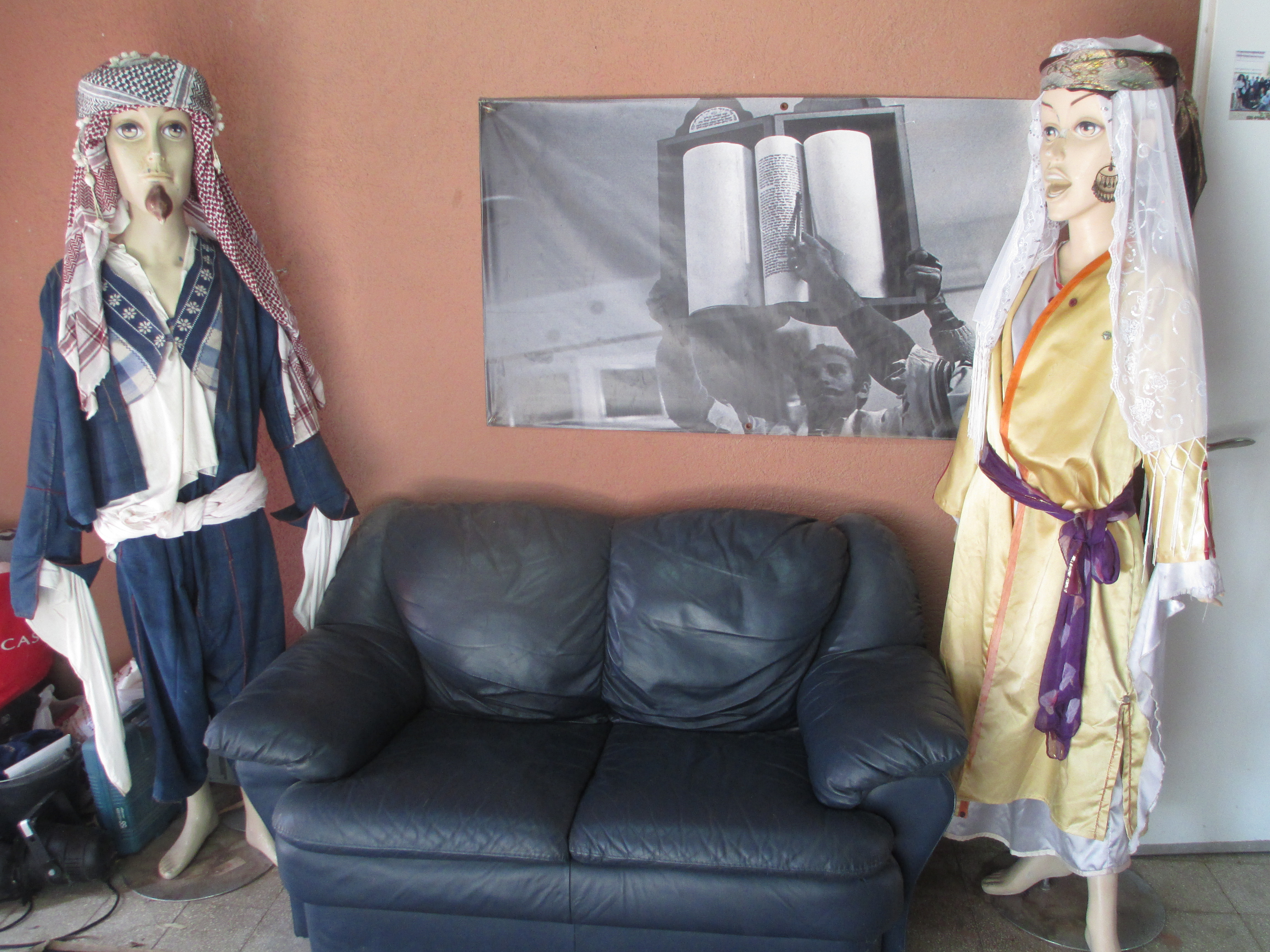
Опыт курдской деревни в Ярдене
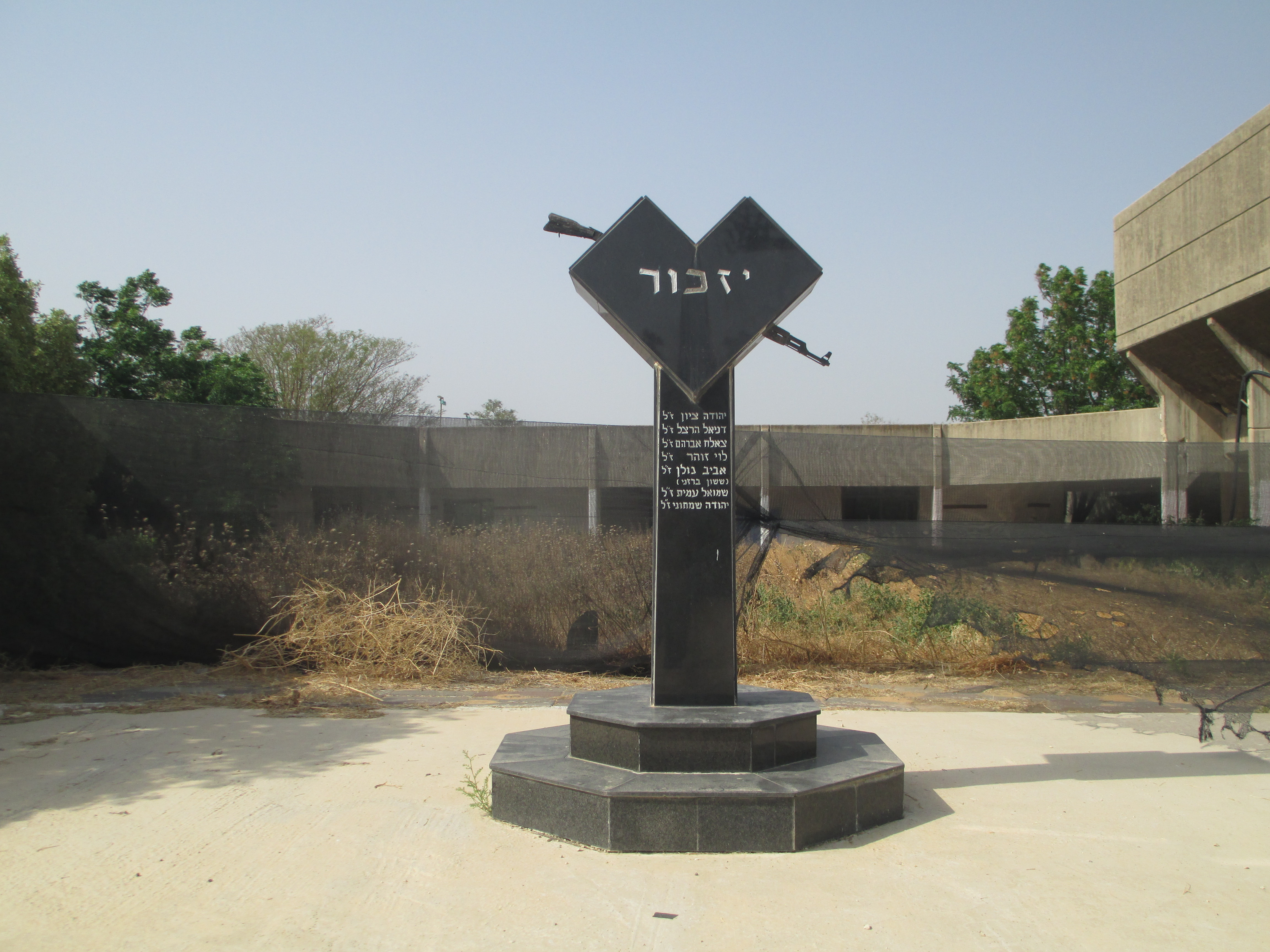
Мемориал павшим в боях с израильскими войсками